# Interstate 190 (Illinois)
Pour les articles homonymes, voir Interstate 190.
L'Interstate 190 (I-190) est une autoroute auxiliaire de l'I-90 en Illinois. Elle parcourt 3,07 miles (4,94 km) d'ouest en est depuis l'Aéroport international O'Hare jusqu'à l'I-90, à Chicago. Il s'agit du segment le plus à l'ouest de la Kennedy Expressway.

## Description du tracé
L'I-190 a deux voies par direction entre l'I-90 et l'I-294 et trois voies jusqu'à l'aéroport. La Ligne Bleue du métro de la Chicago Transit Authority's passe entre les chaussées de l'autoroute sur toute sa longueur.

## Liste des sorties
Bien que les numéros de sortie de l'I-190 augmentent d'est en ouest, ils sont présentés en ordre décroissant depuis l'Aéroport O'Hare.
| Interstate 190    |              |      |      |        | |                                                                                                   |
| Comté             | Municipalité | mi   | km   | Sortie | Intersections / Destinations                                                                                 | Notes                                                                                             |
| Cook              | Chicago      | 0,00 | 0,00 | —      | Aéroport international O'Hare                                                                                | Terminus ouest                                                                                    |
| Cook              | Chicago      | 0,99 | 1,59 | —      | Bessie Colman Drive – Terminal international                                                                 |                                                                                                   |
| Cook              | Chicago      | 1,27 | 2,04 | 2      | US 12 / US 45 (Mannheim Road) (10400 West)                                                                   | Indiqué sortie 2A (ouest / nord) et 2B (est / sud) en direction ouest                             |
| Cook              | Rosemont     | 1,79 | 2,88 | 1D     | I-294 Toll sud (Tri-State Tollway) – Indiana                                                                 | Pas d'entrée en direction est; sortie 40 de l'I-294                                               |
| Cook              | Rosemont     | 1,81 | 2,91 | 1C     | I-294 Toll nord (Tri-State Tollway) vers I-90 Toll ouest (Jane Adams Memorial Tollway) – Milwaukee, Rockford | Sortie direction est, entrée direction ouest; sortie 40A de l'I-294 sud; sortie 77A de l'I-90 est |
| Cook              | Rosemont     | 2,24 | 3,60 | 1      | River Road (9400 West)                                                                                       | Indiqué sortie 1A (nord) et 1B (sud) en direction est                                             |
| Cook              | Chicago      | 3,07 | 4,94 | 0      | I-90 Toll ouest (Jane Adams Memorial Tollway) vers I-294 Toll nord (Tri-State Tollway) – Rockford, Milwaukee | Sortie direction ouest seulement                                                                  |
| Cook              | Chicago      | 3,07 | 4,94 | —      | I-90 est (Kennedy Expressway) – Chicago Loop                                                                 | Sortie direction est, entrée direction ouest; sortie 79C de l'I-90                                |
| - Accès incomplet |              |      |      |        | |                                                                                                   |